# Juan Manuel Fangio
Juan Manuel Fangio (ˈxwan maˈnwel ˈfaŋxjo; * 24. Juni 1911 in Balcarce; † 17. Juli 1995 in Buenos Aires) war ein argentinischer Automobilrennfahrer. Er prägte die Anfangsjahre der Formel 1 und wurde in dieser Klasse fünfmal Weltmeister – ein Rekord, der erst im Jahr 2003 von Michael Schumacher übertroffen wurde. Nicht zuletzt deshalb gilt Fangio bis heute als einer der erfolgreichsten und besten Rennfahrer in der Geschichte des Grand-Prix-Sports. Bei 51 Grand-Prix-Starts gewann Fangio 24 Mal, womit er 47 % seiner absolvierten Rennen siegreich beendet hat, was bis heute eine unerreichte Erfolgsquote innerhalb der Formel 1 ist.

## Leben

### Kindheit und Jugendalter
Fangio war der Sohn von Don Loreto und Herminia Fangio. Während seiner Schulzeit wollte er am liebsten Arzt werden, allerdings begeisterte er sich immer mehr für Autos und nahm bald an einem öffentlichen Rennen teil.
Seine Schulzeit begann, als er sechs Jahre alt war, und endete, als er mit elf Jahren Auszubildender in einem Metallgeschäft wurde. Schon bald bekam er einen Job in einer Autowerkstatt, bei dem er das erste Mal Kontakt zu diesen „höllischen Maschinen“ aufnahm. Mit dem Reinigen und Reparieren der Teile erwarb er eine lebenslange Faszination für Automechanik. Mit 13 bekam er einen Job als Schlosserlehrling. Zu seiner Freude bereitete dieser Betrieb auch Rennwagen vor. Auf diese Weise erweiterte er seine Kenntnisse in Mechanik um ein Vielfaches. Zu seinen Aufgaben gehörte es auch, mit Pick-Ups Auslieferungsfahrten in benachbarte Städte zu machen.

### Karriere
Fangio startete vor dem Zweiten Weltkrieg bei Rallye-Veranstaltungen in Südamerika, wobei bei einem Unfall sein Beifahrer Daniel Urrutia getötet wurde. Fortan fuhr er wenn möglich nur noch allein, auch bei Sportwagenrennen in Europa.
1949 kam Fangio nach Europa und gewann 1949 auf Anhieb den Gran Premio di San Remo in Italien. Noch im selben Jahr bekam er einen Vertrag im Werksteam von Maserati. Für den Hersteller aus Modena fuhr er auf dem 4CLT bereits nach kurzer Zeit Erfolge ein und wurde für die Saison 1950, in der zum ersten Mal die Fahrerweltmeisterschaft ausgetragen wurde, von Alfa Romeo engagiert. 1950 gewann Fangio drei Grands Prix und wurde hinter Giuseppe Farina Vizeweltmeister.
Schon bald stellte sich heraus, dass „El Chueco“ („Der Krummbeinige“) trotz seiner fast 40 Jahre der Konkurrenz an fahrerischem Können und taktischem Geschick überlegen war. So wurde Fangio 1951 auf der Alfetta mit 37 Punkten zum ersten Mal Weltmeister. 1952 fuhr Fangio einige Rennen für das britische B.R.M.-Team, erzielte aber mit dem komplizierten und unzuverlässigen, als Gemeinschaftsprojekt entwickelten B.R.M. P15 keine Erfolge. Nachdem Fangio in Monza einen schweren Unfall erlitten hatte, fiel er für ein halbes Jahr aus. 1953 fuhr er wieder für Maserati, konnte aber nur einen WM-Lauf für sich entscheiden. Sein schärfster Konkurrent in diesem Jahr war Alberto Ascari, der mit einem deutlich überlegenen Ferrari 500 unterwegs war. Fangio wurde hinter Ascari Vizeweltmeister 1953. Im selben Jahr gewann er für Lancia die Carrera Panamericana.
Zur Saison 1954 wurde Juan Manuel Fangio von Mercedes-Benz als Fahrer verpflichtet. Die neuen Rennwagen, mit denen das Werk in den Grand-Prix-Sport zurückkehren wollte, wurden jedoch erst zum Grand Prix von Frankreich fertig. Um die Chancen auf die Weltmeisterschaft nicht zu riskieren, fuhr Fangio die ersten Saisonrennen in Argentinien und Belgien für Maserati. Mit insgesamt sechs Saisonsiegen gewann er überlegen zum zweiten Mal die Weltmeisterschaft. Daraufhin wurde er als Argentiniens Sportler des Jahres 1954 ausgezeichnet.
Auch 1955 fuhr Fangio einen Mercedes-Benz W 196 und wurde mit 40 Punkten und vier Saisonsiegen ein drittes Mal Weltmeister. Zum Saisonende zog sich Mercedes zurück. Der Vorstand hatte die Entscheidung zum Rückzug am Jahresende schon im Frühjahr 1955 getroffen und Fangio wechselte zur Scuderia Ferrari. 1956 wurde er mit diesem Team zum vierten Mal Weltmeister.

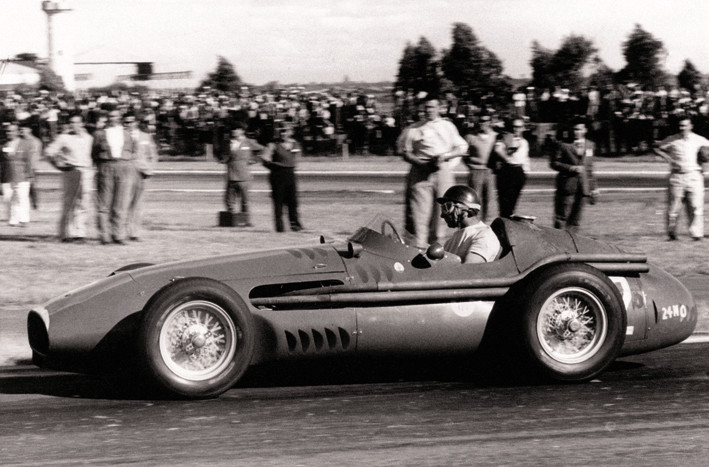
Juan Manuel Fangio im Maserati 250F (1957)

Zur Saison 1957 wechselte Fangio erneut zum Maserati-Team, mit dem er auf einem 250F zum fünften Mal Weltmeister wurde. Im gleichen Jahr zeigte er seine wohl begeisterndste Leistung am 4. August 1957 beim Großen Preis von Deutschland auf dem Nürburgring, als er einen durch einen verpatzten Boxenstopp verursachten scheinbar aussichtslosen Rückstand auf seine Konkurrenten Mike Hawthorn und Peter Collins dadurch aufholte, dass er immer neue Rundenrekorde fuhr. Fangio beendete das Rennen als Sieger und sicherte sich so seinen fünften WM-Titel.
Am 26. Februar 1958 wurde Fangio auf Kuba von der Bewegung des 26. Juli (Fidel Castro) entführt. Statt an einem vom kubanischen Diktator Fulgencio Batista veranstalteten Sportwagen-Rennen in Havanna teilzunehmen, musste er die Zeit bei den Revolutionären verbringen. Nach seiner Freilassung am nächsten Tag berichtete er vor der Weltpresse von guter Behandlung.
1958 startete Fangio erneut, fuhr aber lediglich zwei WM-Läufe und gab nach dem Grand Prix von Frankreich in Reims-Gueux seinen Rücktritt aus dem Motorsport bekannt. Er nahm aber weiterhin an Oldtimerrennen teil.
Zurück in Argentinien, absolvierte Fangio 1961 die Fahrprüfung, denn ungeachtet seiner Erfolge und seines Talents hatte Fangio während seiner gesamten Motorsportkarriere nie einen Führerschein besessen.
Fangio blieb auch nach dem Abschluss seiner aktiven Rennkarriere der Marke Mercedes-Benz verbunden und baute in seinem Heimatland Argentinien ein Motorenwerk für das Stuttgarter Unternehmen auf. Ab 1974 war er als Präsident der Mercedes-Benz Argentina S. A. tätig und wurde 1984 als deren Ehrenpräsident auf Lebenszeit ernannt.
Am 17. Juni 1986 gründete Fangio gemeinsam mit seinem Freund Juan Manuel Bordeu die Stiftung (Fundación) Juan Manuel Fangio, die noch im selben Jahr das Museo Juan Manuel Fangio eröffnete, ein Museum mit der Zielsetzung, das sportliche Erbe Fangios zu pflegen und zu bewahren.

### Lebensende
Etwa ab seinem 60. Lebensjahr musste Fangio mit einem zunehmend schlechteren Gesundheitszustand kämpfen. In den Jahren 1970 und 1981 erlitt er zwei Herzinfarkte. Im folgenden Jahr erhielt er fünf aortokoronare Venenbypässe (ACVB). Ende der 1980er Jahre wurde ein chronisches Nierenversagen diagnostiziert, das ihn schließlich dialysepflichtig machte. Nachdem sich obendrein motorische Probleme und Bewusstseinsstörungen eingestellt hatten, zog er sich schließlich ganz aus der Öffentlichkeit zurück.
Im Juli 1995 erkrankte Juan Manuel Fangio an einer Lungenentzündung, was nach einem zusätzlichen Herzinfarkt in ein Multiorganversagen mündete. Als letztendliche Ursache seines Todes am 17. Juli 1995 wurde ein Nierenversagen angegeben. Fangio wurde auf der Familiengrabstätte des „Cementerio de Balcarce“ in seiner Heimatstadt Buenos Aires beigesetzt. Seine Sargträger waren sein jüngerer Bruder Ruben Renato („Toto“), die ehemaligen Formel-1-Piloten Stirling Moss, Jackie Stewart, José Froilán González und Carlos Reutemann sowie der damalige Präsident von Mercedes-Benz Argentina, Axel Arent. Die Trauerreden hielten Werner Lechner von Mercedes-Benz und Luis Barragan von der Stiftung (Fundación) Juan Manuel Fangio.

## Nachkommen
Juan Manuel Fangio war nie verheiratet und erkannte lebenslang keinerlei Vaterschaft an. Allerdings unterhielt er über zwanzig Jahre lang (bis 1960) eine Liebesbeziehung mit Andrea „Beba“ Berruet verh. Espinoza, die 1938 einen Sohn zur Welt brachte, Oscar Espinoza, der offiziell als Sohn von Berruets Ehemann Alcides Espinoza galt. Oscar Espinoza wurde ebenfalls Rennfahrer, trat jedoch zeitweilig unter dem Namen Oscar Fangio an, was Juan Manuel Fangio tolerierte. Da er aber stets die Vaterschaft bestritt, ging Oscar Espinoza gerichtlich gegen ihn vor, scheiterte jedoch in zwei Instanzen. Damit wurde ihm untersagt, den Zunamen Fangio zu führen.
Im Jahr 2005 reichte der 1942 geborene Rubén Vázquez ebenfalls eine Vaterschaftsklage ein, nachdem ihm seine Mutter Catalina Basili mitgeteilt hatte, Fangio – der zugleich sein Taufpate war – sei sein Vater. Im Verlauf dieses Prozesses wurde schließlich die Exhumierung der Leiche Fangios zur Gewebeentnahme für eine DNA-Analyse gerichtlich angeordnet, was dann schließlich im August 2015 geschah. Tatsächlich bestätigte dieser Test, dass sowohl Espinoza als auch Vázquez mit an Sicherheit grenzender Wahrscheinlichkeit (99,99 % in beiden Fällen) Fangios Söhne sind.
Schließlich wurde im Jahr 2021, ebenfalls über einen DNA-Test, nachgewiesen, dass Fangio noch einen dritten Sohn hat, nämlich den 1945 von der damals erst 16-jährigen Susana Rodríguez geborenen Juan Carlos Rodríguez. Alle drei Söhne Fangios tragen nun dessen Zunamen und sind seine Erben.

## Rezeption
Bedeutende Formel-1-Fahrer zollten Fangio größten Respekt, darunter Ayrton Senna, Michael Schumacher und Lewis Hamilton, welch Letztere seinen Rekord an Weltmeisterschaften schließlich übertrafen. Alle Genannten stuften seine Leistungen höher ein als ihre eigenen. 
1980 wurde er von der International Racing Press Association zum „besten Rennfahrer aller Zeiten“ gewählt. Ähnliche Ergebnisse gab es auch bei späteren, vergleichbaren Umfragen und Untersuchungen.
Die britische Zeitschrift The Economist unterzog die erfolgreichsten Formel-1-Piloten aller Zeiten im Jahr 2020 einem Rating, bei dem ihre Leistungen in fünferlei Hinsicht beurteilt wurden: Erwartete Siege, Geschwindigkeit (unter Berücksichtigung der verschiedenen Epochen und Fahrzeuge), Agilität (Fähigkeit, sich auf Veränderungen wie z. B. neue Autos einzustellen), Dominanz (gegenüber ihren jeweiligen Rivalen) und Leistungskonsistenz. Hierbei erreichte Fangio die Spitzenposition vor Lewis Hamilton und Michael Schumacher.

## Ehrungen

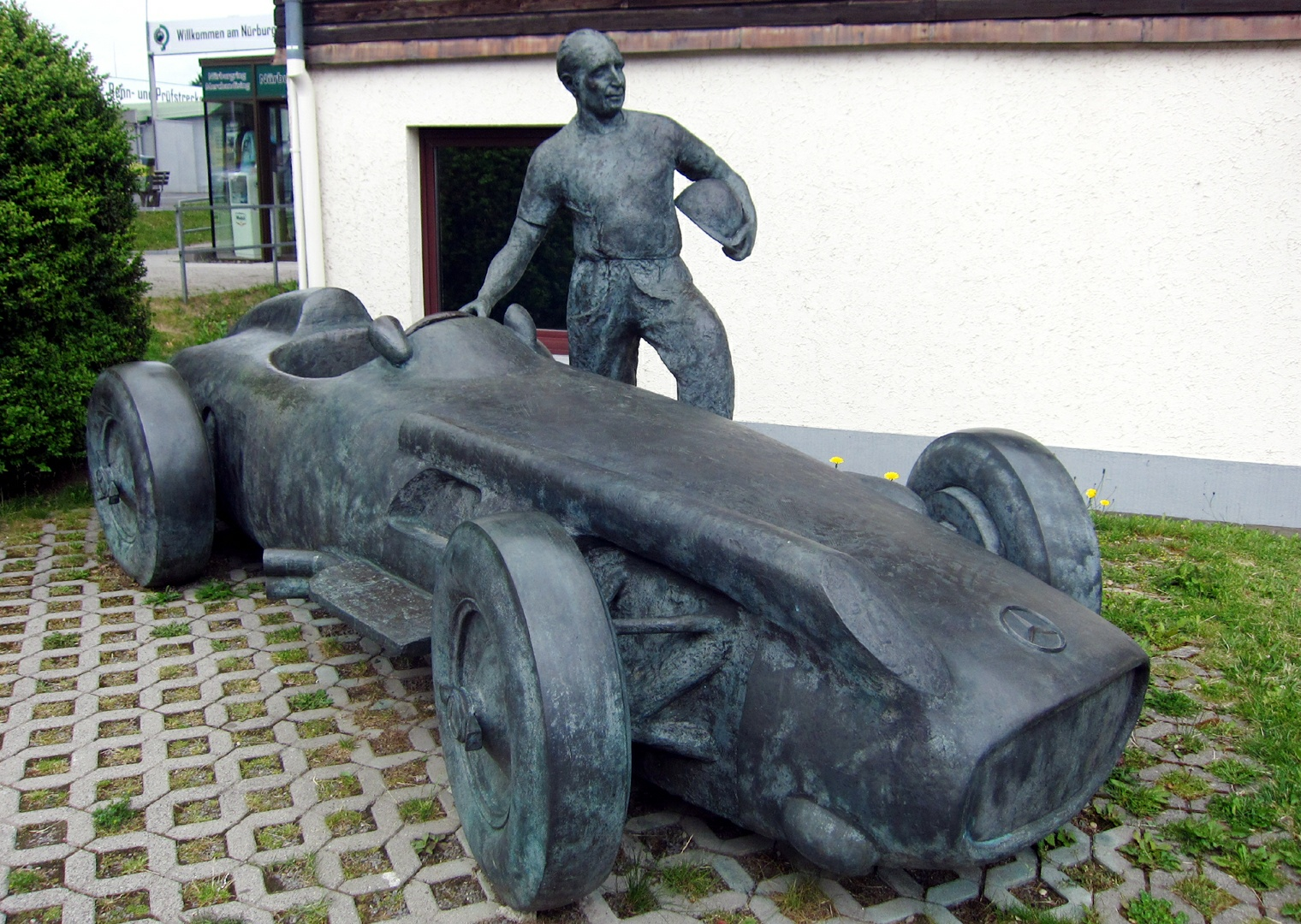
Denkmal für Juan Manuel Fangio am alten Fahrerlager auf dem Nürburgring

Schon zu Lebzeiten wurden Fangio zahlreiche Ehrungen in aller Welt zuteil. In Argentinien wird er von vielen als der größte Sportler gesehen, den das Land je hervorgebracht hat. Im Folgenden ist eine kleine Auswahl der Ehrungen aufgelistet:
- Bereits 1962 wurde er Ehrenpräsident des Club International des Anciens Pilotes de Grand Prix F1, des internationalen Clubs der ehemaligen Grand-Prix-Piloten.
- 1969 bekam er den Verdienstorden der italienischen Republik (Ordine al Merito della Repubblica Italiana) verliehen.
- 1972 wurde in seinem Geburtsort Balcarce eine Rennstrecke nach ihm benannt.
- 1976 erhielt er den Verdienstorden der Bundesrepublik Deutschland von Botschafter Jörg Kastl überreicht.
- Im September 1989 wurde Fangio mit dem „Adler von Buenos Aires“ (Aguila de Buenos Aires) des St.-Martin-Ordens ausgezeichnet.[7]
- Die Fundación Renault der in Córdoba produzierenden argentinischen Renault-Tochter ernannte ihn 1990 zum Ehrenpräsidenten.
- Zum 75. Geburtstag des Nürburgrings schuf der katalanische Künstler Joaquim Ros Sabaté (* 1936) im Jahr 2002 eine lebensgroße und mehrere Tonnen schwere Bronzeskulptur; Auftraggeber waren Mercedes-Benz, die Fundación Juan Manuel Fangio (Balcare, Argentinien) sowie das spanische Mineralölunternehmen Repsol. Die Plastik stellt Fangio neben seinem Mercedes-Benz W 196 dar, mit dem er 1955 Weltmeister wurde.[17] Drei originalgetreue Repliken dieser Skulptur befinden sich an europäischen Formel-1-Rennstrecken: Circuit de Barcelona-Catalunya (Montmeló, Spanien), Circuit de Monaco (Monte Carlo, Monaco) und Autodromo Nazionale di Monza (Monza, Italien); zwei weitere Kopien stehen am Mercedes-Benz-Museum in Stuttgart-Untertürkheim sowie in Buenos Aires.

## Statistik

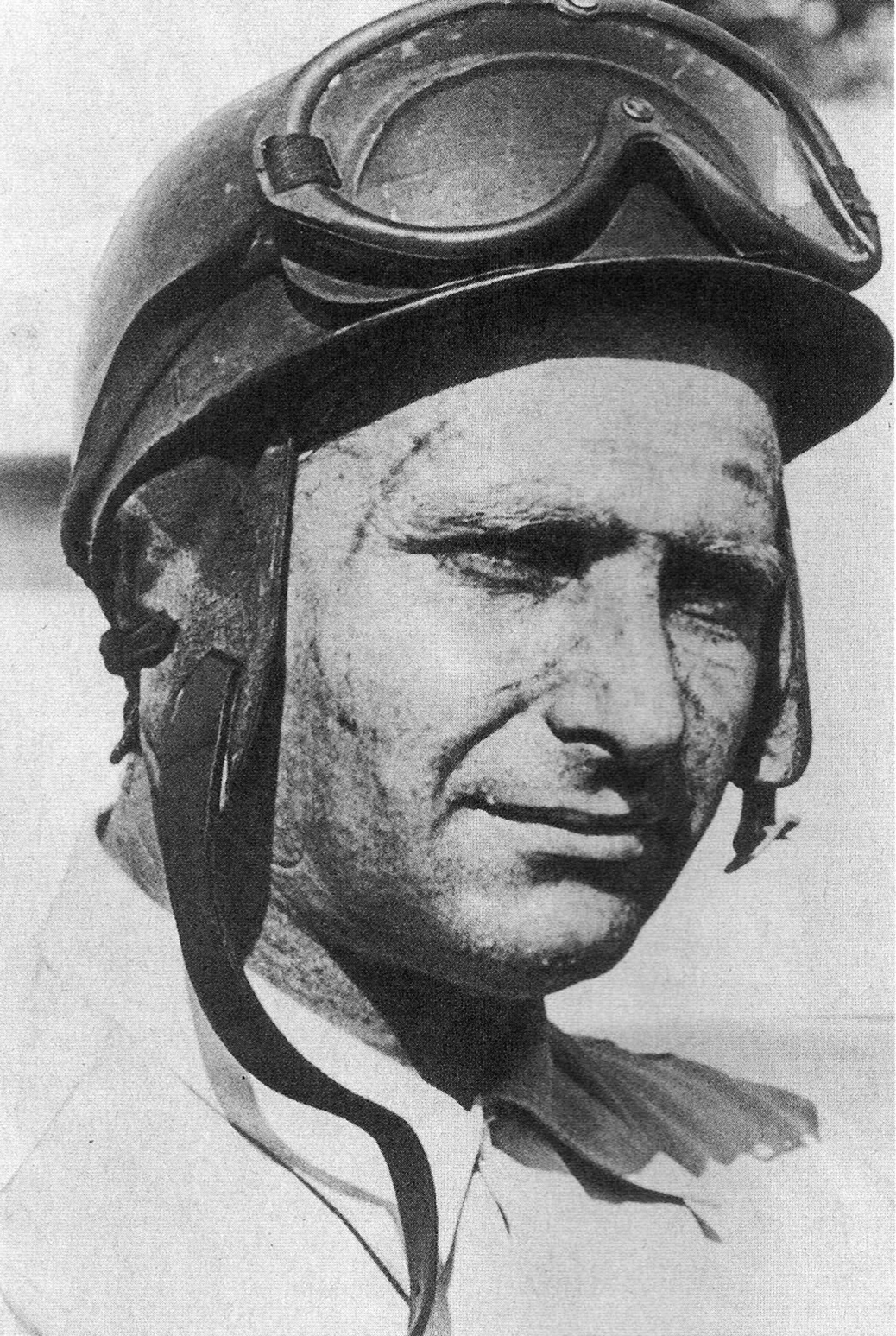
Juan Manuel Fangio (1952)

### Rekorde in der Automobil-Weltmeisterschaft
- ältester Weltmeister mit 46 Jahren und 41 Tagen (1957)
- höchste Sieg-Quote: 46,15 %
- höchste Pole-Quote: 55,77 %
- höchste Quote an Starts aus der ersten Reihe: 92,31 %
- höchste Quote an schnellsten Rennrunden: 45,10 %
- höchste Quote an Podestplätzen: 68,63 %
- Weltmeistertitel mit den meisten Teams: 4

### Statistik in der Automobil-Weltmeisterschaft
Diese Statistik umfasst alle Teilnahmen des Fahrers an der Automobil-Weltmeisterschaft.

#### Grand-Prix-Siege
| - 1950 Monaco (Monte Carlo) - 1950 Belgien (Spa-Francorchamps) - 1950 Frankreich (Reims) - 1951 Schweiz (Bremgarten) - 1951 Frankreich (Reims) - 1951 Spanien (Barcelona) - 1953 Italien (Monza) - 1954 Argentinien (Buenos Aires) | - 1954 Belgien (Spa-Francorchamps) - 1954 Frankreich (Reims) - 1954 Deutschland (Nürburg) - 1954 Schweiz (Bern) - 1954 Italien (Monza) - 1955 Argentinien (Buenos Aires) - 1955 Belgien (Spa-Francorchamps) - 1955 Niederlande (Zandvoort) | - 1955 Italien (Monza) - 1956 Argentinien (Buenos Aires) - 1956 Großbritannien (Silverstone) - 1956 Deutschland (Nürburg) - 1957 Argentinien (Buenos Aires) - 1957 Monaco (Monte Carlo) - 1957 Frankreich (Rouen) - 1957 Deutschland (Nürburg) |

#### Gesamtübersicht
| Saison | Team                      | Chassis                       | Motor              | Rennen | Siege | Zweiter | Dritter | Poles | schn. Runden | Punkte    | WM-Pos. |
| ------ | ------------------------- | ----------------------------- | ------------------ | ------ | ----- | ------- | ------- | ----- | ------------ | --------- | ------- |
| 1950   | Alfa Romeo SpA            | Alfa Romeo 158 / 159          | Alfa Romeo 1.5 L8C | 6      | 3     | −       | −       | 4     | 3            | 27        | 2.      |
| 1951   | Alfa Romeo SpA            | Alfa Romeo 159 / 159 M        | Alfa Romeo 1.5 L8C | 7      | 3     | 2       | −       | 4     | 5            | 37 (31)   | 1.      |
| 1953   | Officine Alfieri Maserati | Maserati A6GCM / A6SSG        | Maserati 2.0 L6    | 8      | 1     | 3       | −       | 2     | 2            | 29,5 (28) | 2.      |
| 1954   | Officine Alfieri Maserati | Maserati 250F                 | Maserati 2.5 L6    | 2      | 2     | −       | −       | 1     | 1            | 17        | 1.      |
| 1954   | Daimler-Benz AG           | Mercedes-Benz W 196           | Mercedes 2.5 L8    | 6      | 4     | −       | 1       | 4     | 2            | 40,1 (25) | 1.      |
| 1955   | Daimler-Benz AG           | Mercedes-Benz W 196           | Mercedes 2.5 L8    | 6      | 4     | 1       | −       | 3     | 3            | 41 (40)   | 1.      |
| 1956   | Scuderia Ferrari          | Lancia-Ferrari D50            | Ferrari 2.5 V8     | 7      | 3     | 2       | −       | 6     | 4            | 33 (30)   | 1.      |
| 1957   | Officine Alfieri Maserati | Maserati 250F Tipo 2          | Maserati 2.5 L6    | 7      | 4     | 2       | −       | 4     | 2            | 46 (40)   | 1.      |
| 1958   | Scuderia Sud Americana    | Maserati 250F Tipo 2 / Tipo 3 | Maserati 2.5 L6    | 2      | −     | −       | −       | 1     | 1            | 7         | 14.     |
| Gesamt | Gesamt                    | Gesamt                        | Gesamt             | 51     | 24    | 10      | 1       | 29    | 23           | 277,6     |         |

#### Einzelergebnisse
| Saison | 1     | 2   | 3      | 4   | 5 | 6       | 7       | 8   | 9 | 10 | 11 |
| ------ | ----- | --- | ------ | --- | - | ------- | ------- | --- | - | -- | -- |
| 1950   |       |     |        |     |   |         |         |     |   |    |    |
| DNF    | 1     |     | DNF    | 1   | 1 | DNF/DNF |         |     |   |    |    |
| 1951   |       |     |        |     |   |         |         |     |   |    |    |
| 1      |       | (9) | 11/(1) | 2   | 2 | DNF     | 1       |     |   |    |    |
| 1953   |       |     |        |     |   |         |         |     |   |    |    |
| DNF    |       | DNF | DNF    | 2   | 2 | 2       | DNF/(4) | 1   |   |    |    |
| 1954   |       |     |        |     |   |         |         |     |   |    |    |
| 1      |       | 1   | 1      | (4) | 1 | 1       | (1)     | (3) |   |    |    |
| 1955   |       |     |        |     |   |         |         |     |   |    |    |
| 1      | (DNF) |     | 1      | 1   | 2 | 1       |         |     |   |    |    |
| 1956   |       |     |        |     |   |         |         |     |   |    |    |
| DNF/1  | 4/2   |     | DNF    | 4   | 1 | 1       | 8/(2)   |     |   |    |    |
| 1957   |       |     |        |     |   |         |         |     |   |    |    |
| 1      | 1     |     | 1      | DNF | 1 | 2       | (2)     |     |   |    |    |
| 1958   |       |     |        |     |   |         |         |     |   |    |    |
| 4      |       |     | DNQ    |     | 4 |         |         |     |   |    |    |

| Legende  | Legende            | Legende                                                          |
| Farbe    | Abkürzung          | Bedeutung                                                        |
| -------- | ------------------ | ---------------------------------------------------------------- |
| Gold     | –                  | Sieg                                                             |
| Silber   | –                  | 2. Platz                                                         |
| Bronze   | –                  | 3. Platz                                                         |
| Grün     | –                  | Platzierung in den Punkten                                       |
| Blau     | –                  | Klassifiziert außerhalb der Punkteränge                          |
| Violett  | DNF                | Rennen nicht beendet (did not finish)                            |
| Violett  | NC                 | nicht klassifiziert (not classified)                             |
| Rot      | DNQ                | nicht qualifiziert (did not qualify)                             |
| Rot      | DNPQ               | in Vorqualifikation gescheitert (did not pre-qualify)            |
| Schwarz  | DSQ                | disqualifiziert (disqualified)                                   |
| Weiß     | DNS                | nicht am Start (did not start)                                   |
| Weiß     | WD                 | zurückgezogen (withdrawn)                                        |
| Hellblau | PO                 | nur am Training teilgenommen (practiced only)                    |
| Hellblau | TD                 | Freitags-Testfahrer (test driver)                                |
| ohne     | DNP                | nicht am Training teilgenommen (did not practice)                |
| ohne     | INJ                | verletzt oder krank (injured)                                    |
| ohne     | EX                 | ausgeschlossen (excluded)                                        |
| ohne     | DNA                | nicht erschienen (did not arrive)                                |
| ohne     | C                  | Rennen abgesagt (cancelled)                                      |
| ohne     | keine WM-Teilnahme |                                                                  |
| sonstige | P/fett             | Pole-Position                                                    |
| sonstige | 1/2/3/4/5/6/7/8    | Punktplatzierung im Sprint-/Qualifikationsrennen                 |
| sonstige | SR/kursiv          | Schnellste Rennrunde                                             |
| sonstige | *                  | nicht im Ziel, aufgrund der zurückgelegten Distanz aber gewertet |
| sonstige | ()                 | Streichresultate                                                 |
| sonstige | unterstrichen      | Führender in der Gesamtwertung                                   |

### Le-Mans-Ergebnisse
| Jahr | Team                | Fahrzeug              | Teamkollege           | Platzierung   | Ausfallgrund   |
| ---- | ------------------- | --------------------- | --------------------- | ------------- | -------------- |
| 1950 | Automobiles Gordini | Gordini T15S          | José Froilán González | Ausfall       | Zündung        |
| 1951 | Louis Rosier        | Talbot-Lago T26S      | Louis Rosier          | Ausfall       | Leck im Öltank |
| 1953 | SpA Alfa Romeo      | Alfa Romeo 6C 3000 CM | Onofre Marimón        | Ausfall       | Motorschaden   |
| 1955 | Daimler-Benz A.G.   | Mercedes-Benz 300 SLR | Stirling Moss         | zurückgezogen |                |

### Sebring-Ergebnisse
| Jahr | Team             | Fahrzeug          | Teamkollege         | Platzierung | Ausfallgrund |
| ---- | ---------------- | ----------------- | ------------------- | ----------- | ------------ |
| 1954 | Scuderia Lancia  | Lancia D24        | Eugenio Castellotti | Ausfall     | Differential |
| 1956 | Scuderia Ferrari | Ferrari 860 Monza | Eugenio Castellotti | Gesamtsieg  |              |
| 1957 | Maserati Factory | Maserati 300S     | Jean Behra          | Gesamtsieg  |              |

### Einzelergebnisse in der Sportwagen-Weltmeisterschaft
| Saison | Team                | Rennwagen                           | 1   | 2   | 3   | 4   | 5   | 6   | 7   |
| ------ | ------------------- | ----------------------------------- | --- | --- | --- | --- | --- | --- | --- |
| 1953   | Alfa Romeo Lancia   | Alfa Romeo 6C 3000 CM Lancia D24    | SEB | MIM | LEM | SPA | NÜR | RTT | CAP |
| 1953   | Alfa Romeo Lancia   | Alfa Romeo 6C 3000 CM Lancia D24    |     | 2   | DNF | DNF | DNF |     | 1   |
| 1954   | Lancia              | Lancia D24                          | BUA | SEB | MIM | LEM | RTT | CAP |     |
| 1954   | Lancia              | Lancia D24                          |     | DNF |     |     | 2   |     |     |
| 1955   | Daimler-Benz AG     | Mercedes-Benz 300 SLR               | BUA | SEB | MIM | LEM | RTT | TAR |     |
| 1955   | Daimler-Benz AG     | Mercedes-Benz 300 SLR               |     |     | 2   | DNF | 2   | 2   |     |
| 1956   | Scuderia Ferrari    | Ferrari 410 Sport Ferrari 860 Monza | BUA | SEB | MIM | NÜR | KRI |     |     |
| 1956   | Scuderia Ferrari    | Ferrari 410 Sport Ferrari 860 Monza | DNF | 1   | 4   | 2   | DNF |     |     |
| 1957   | Maserati            | Maserati 450S                       | BUA | SEB | MIM | NÜR | LEM | KRI | CAR |
| 1957   | Maserati            | Maserati 450S                       | DNF | 1   |     | 5   |     |     |     |
| 1958   | Scuderia Centro Sud | Maserati 300S                       | BUA | SEB | TAR | NÜR | LEM | RTT |     |
| 1958   | Scuderia Centro Sud | Maserati 300S                       | DNF |     |     |     |     |     |     |

## Dokumentarfilm
- Fangio – Der Mann, der die Maschinen zähmte. (Originaltitel: Fangio: El hombre que domaba las máquinas). 92 Min. Regie: Francisco Macri. Drehbuch: Luciano Origlio, Rodrigo H. Vila. Argentinien 2020.[18][19]